# Yakın Bakış
Yakın Bakış, auf Deutsch „Der nahe Blick“, war ein türkisch-deutsches Stadtschreiberprojekt der Goethe-Institute. Es fand von März bis Oktober 2008 statt. Renommierte deutsche und türkische Autoren arbeiteten in dieser Zeit in dem jeweils anderen Land.
Yakın Bakış war Teil des Gastlandauftrittes der Türkei auf der Frankfurter Buchmesse 2008.

## Teilnehmer
- Ayfer Tunç
- Barbara Frischmuth
- Björn Kuhligk
- Frank Schulz
- Jaklin Çelik
- Klaus Reichert
- Mahmut Temizyürek
- Özen Yula
- Petra Morsbach
- Roni Margulies
- Sabine Küchler
- Şebnem İşigüzel
- Sema Kaygusuz
- Şener Özmen
- Thomas Rosenlöcher
- Wolfgang Schorlau

## Ergebnisse
Es entstanden neben obligatorischen Autorenblogs eine Reihe von literarischen Werken, aber auch Podiumsdiskussionen, Vorträge und Radio-Feature sowie eine Arte-Dokumentation. Einige Autoren veranstalteten später gemeinsame Lesungen.